# Interview (雑誌)
『Interview』（インタビュー）は、アンディー・ウォーホールによって1969年に創刊されたアメリカ合衆国の月刊雑誌。

## 概要
誌名の通り、映画、音楽、アート、文学、ファッションなどのサブカルチャー界の中心人物インタビューを中心とする雑誌である。ウォーホールが編集に携わっていた時期には、インタビューを無編集で掲載するなどの風変わりな編集方針を取り、ビジュアル面でも、現在まで受け継がれている大きな判型などを始めとして、先鋭的な誌面構成を特徴としていた。晩年、ウォーホールが編集に関わらなくなると、より一般的な編集方針に転じた。
流行通信（現INFASパブリケーションズ）のSTUDIO VOICEは、Andy Warhol's Interview日本語版として発刊された。